# 黑暗正義聯盟
黑暗正義聯盟（英語：Justice League Dark）或稱JLD，是由DC漫畫推出的虛構超級英雄團體。
首次出場於《黑暗正義聯盟》（2011年11月），黑暗正義聯盟最初的成員只有約翰·康斯坦汀、上都夫人、亡人、暗影、變幻人和扎坦娜，該組織的成員皆為DC宇宙中的超自然角色，因而被認為不適合加入傳統的正義聯盟。

## 出版歷史
《黑暗正義聯盟》於2011年5月31日發布，成為新52的第一波作品，為彼得·米利根的團隊所創造，由Mikel Janin負責藝術部分。2011年9月28日推出新的標題。作品包含了幾個神秘、另類的DC人物，並以Vertigo標記編輯、修改到新的發布，回歸到創造者和DC宇宙。
在《尋找沼澤異形》事件中，限定連載的三個大事件和2011年8月之間發布的作品在新52後重新推出，並延續著大事件《極白之晝》的劇情，如康斯坦汀尋找復活後再度擔任沼澤異形的Alec Holland，這涉及和蝙蝠俠、扎坦娜、超人的合作。此外，作家米利根還寫了迷你系列《Secret Six》、交叉故事《閃電行動》的一部分情節，介紹了包含Enchantress和暗影等人物加入故事時的事件。。
彼得·米利根在接受採訪時說，他得到了這份工作是因為他在寫作《Secret Six》時的表現，他對於將其筆下所描述的「黑暗的情感」帶入DC宇宙中的期待，勝過於看到他筆下的偵探人物因為他們的遭遇和要做的事情而戰鬥這點。最初的預期為這個稱號一直是很不錯的，有評論家慶祝，DC願意帶回一些在20世紀90年代已經轉移到了Vertigo標記的黑暗元素。
開場故事情節涉及到Enchantress打敗了正義聯盟，而導致超自然團隊的必要性，以協助這些事件，並詳細介紹了他們是如何走在了一起。其中也有輕微的交叉故事《我，吸血鬼》。從issue nine，《Sweet Tooth》和《動物俠》的作家傑夫·雷賽成了該系列的主要作家。在他的第一個故事線，黑暗正義聯盟居住在他們的新基地神秘小屋和已開始表現自己與更廣泛的DC宇宙的聯繫，由史蒂夫·特雷沃和A.R.G.U.S負責。
2013年8月，宣布J. M. DeMatteis將接替雷賽擔任此系列的作家一職，從2013年11月。後在10月時獨發行Ray Fawkes的系列。

## 成員
早期，彼得·米利根說，未來會加入的成員是「無人能預料」的，外界猜測，碎布人和幽靈將來可能會在漫畫中。然而，作家傑夫·雷賽尚未將這兩個角色放入作品中，取而代之的是將黑蘭花和科學怪人加入團隊裡。除非另有說明，大多數的成員都在第一回就登場了。
- 約翰·康斯坦汀（John Constantine）
- 扎坦娜（Zatanna）
- 沼澤異形（Swamp Thing）
- 亡人（Deadman）
- 噩夢護士（Nightmare Nurse）
- 黑蘭花（Black Orchid）
- 科學怪人（Frankenstein）
- 上都夫人（Madame Xanadu）
- 潘朵拉（Pandora）
- 暗影，變幻人（Shade, the Changing Man）
- 精神曲體（Mindwarp）
- 薄霧神醫（Doctor Mist）
- 紫水晶，寶石世界公主（Amethyst, Princess of Gemworld）
- 安德魯·貝內特（Andrew Bennett）
- 蒂莫西·亨特（Timothy Hunter）
- 魅影陌客（The Phantom Stranger）
- 扎瑞爾（Zauriel）

## 其他媒體

### 電視劇
黑暗正義聯盟也將於《康斯坦汀：驅魔神探》中登場。但該系列已經被取消。

### 電影

#### 真人電影
2012年11月有傳言指出，葛雷摩·戴托羅將負責黑暗正義聯盟電影版的劇本寫作，名稱題為《Heaven Sent》。片中登場人物包含死俠、幽靈、沼澤異形、康斯坦汀、魅影陌客、扎坦娜、扎塔拉、薩爾貢法師和惡魔伊特萊根。戴托羅在2013年1月後來證實，電影的暫定名為《Dark Universe》，並開始在聘請編劇。
2013年3月，葛雷摩·戴托羅在2013WonderCon發表了一部新電影，為《環太平洋》。他透露，這個故事完全是聖經，他希望能盡快開始劇本。而他下一個項目就要開始拍攝《腥紅山莊》。本片的故事將圍繞著約翰·康斯坦汀和他招集沼澤異形、惡魔伊特萊根、死俠、幽靈和扎坦娜等人的過程上。這部電影不會是一個起源故事，劇中每個角色都已出道，他們的背景故事會在電影中提及。。戴托羅還透露，Floronic Man將出現在影片中。2013年5月，戴托羅透露，他腳本的特色是以康斯坦汀、沼澤異形、上都夫人、死俠和扎坦娜為團隊成員，並加上其他「團體」。他還透露，他還在等待華納兄弟影業准許拍攝。。戴托羅在2013年7月接受MTV的採訪中提到，他希望各個改編自DC漫畫的電影，如最近的《超人：鋼鐵英雄》可以發展成像漫威電影宇宙一樣的「DC電影宇宙」，他補充說，他會試著在片中提及各部電影的連貫性，如果有必要的話。
2013年10月，戴托羅他覺得他的電影能夠和即將推出的康斯坦汀電視劇產生連動性，並強調電影的腳本正在快速的寫作中。2014年7月，戴托羅再次表示，他負責這部電影的工作，且和《超人：鋼鐵英雄》的宇宙分別獨立，他說「DC和華納已經非常清楚，他們正試圖保持[將這部電影和《睡魔》]分開，待時機成熟時才能將他們集結」。他還補充說，他的康斯坦汀將不會和電視劇有連動性，但他會考慮找麥特·萊恩來演。2014年11月，戴托羅證實該劇本已完成並呈交給華納兄弟公司審核。2014年12月，他暗示，本片將會是DC電影宇宙的一部分。
2015年4月，戴托羅說劇本已修改後再次呈交上去，如果製作行程允許，他將會執導本電影，雖然是和DC英雄的共同宇宙但也有可能會換其他人來執導。2015年6月底，據報導，戴托羅已退出該項目。2016年8月，宣布道格·李曼將擔任導演，戴托羅和史考特·魯汀擔任監製，而麥可·吉利歐則為電影撰寫劇本，電影暫定名為《Dark Universe》。

#### 動畫電影
- 《黑暗正義聯盟》（2017）

2016年6月，據透露，下一部DC宇宙動畫原創電影為黑暗正義聯盟的改編動畫電影。2016年7月，在聖地亞哥國際動漫展上證實，而康斯坦汀和沼澤異形都將出現，而其他成員包括扎坦娜、惡魔伊特萊根、亡人與黑蘭花。電影於2017年推出。
- 《黑暗正義聯盟：天啟星戰爭》（2020）

## 目前已有的版本
該系列已出版了以下的合輯本：
- 《黑暗正義聯盟》Vol. 1: In the Dark（《黑暗正義聯盟》#1–6）
- 《黑暗正義聯盟》Vol. 2: The Books of Magic（《黑暗正義聯盟》#0、#7-13、每年#1）
- 《我，吸血鬼》Vol. 2: Rise of the Vampires（《黑暗正義聯盟》#7–8和《我，吸血鬼》#7–12）
- 《黑暗正義聯盟》Vol. 3: The Death of Magic（《黑暗正義聯盟》#14-19）

## 外部連結
- Justice League Dark（页面存档备份，存于） at Comic Vine
- DC Comics The New 52 - Justice League Dark, DC Comics.com